# Camilla (Muppet)
Camilla de Kip is een Muppet die voor het eerst voorkwam in het derde seizoen van de komische poppenserie The Muppet Show.
Ze is de liefde van Gonzo's leven, al zit hij soms achter andere kippen aan omdat hij ze niet uit elkaar kan houden. Ze zien er voor hem allemaal hetzelfde uit. Camilla kan echter worden herkend aan haar blauwe oogleden.
Omdat de poppenspelers haar in het begin nogal eens de verkeerde oogkleur gaven – en het dientengevolge leek alsof Gonzo werd vergezeld door een andere kip – bedachten Jim Henson en Dave Goelz de theorie dat Gonzo gewoon aannam dat de kip aan zijn zij Camilla was.
Camilla kwam ook voor in de films The Muppet Movie, The Muppets Take Manhattan en The Muppets' Wizard of Oz.
Camilla werd gespeeld door Jerry Nelson van haar eerste optreden in 1978 tot het computerspel Muppets Party Cruise uit 2003. In The Muppets' Wizard of Oz (2005) was Alice Dinnean de poppenspeler en de pop werd door Matt Vogel gemanipuleerd in Letters to Santa (2008) en The Muppets (2011).